# Índice Nacional de Aeroportos Brasileiros
INAB cuja sigla significa  Índice Nacional de Aeroportos Brasileiros é um sistema que faz uma avaliação de aeroportos brasileiros. O INAB é baseado em três características do aeroporto: pista, sítio aeroportuário e capacidade de passageiros. Cada aeroporto do Brasil ganha sua respectiva nota, que é avaliada de 0 até 1 ponto.

## Índice
Conceitos:
- 0 até 0.499 = Baixo
- 0.5 até 0.799 = Médio
- 0.8 até 1 = Elevado